# Іранці в Німеччині
До іранців у Німеччині належать іммігранти з Ірану до Німеччини, а також їхні нащадки іранського походження. Іранці в Німеччині називаються такими термінами через дефіс, як іранські німці або перські німці. Подібні терміни Iranisch Deutsch і Persisches Deutsch можна знайти в германомовних ЗМІ. У 2022 році Федеральне статистичне управління Німеччини (Destatis) оцінює, що в Німеччині проживає 304 000 осіб іранського походження.
Іранці в Німеччині знайшли різноманітну роботу: від моди, мистецтва та розваг до техніки та медицини.
Зараз більшість іранських німців мають німецьке та іранське громадянство (багатонаціональність).   Іран майже ніколи не звільняє своїх громадян від іранського громадянства (див. статтю 989 Ірану. Цивільний кодекс ), яке успадковується по батькові (або за походженням). Досі існуюча німецько-іранська угода 1929 року  регулює п. II Заключного протоколу про те, що перед натуралізацією громадян іншої держави потрібне схвалення уряду.

## Демографія
| Кількість іранців у великих містах |             |       |
| #                                  | Місто       | Люди  |
| 1.                                 | Гамбург     | 9,873 |
| 2.                                 | Берлін      | 9,039 |
| 3.                                 | Кельн       | 4760  |
| 4.                                 | Мюнхен      | 3,792 |
| 5.                                 | Бонн        | 3,341 |
| 6.                                 | Дюссельдорф | 2,962 |
| 7.                                 | Франкфурт   | 2,884 |
| 8.                                 | Ганновер    | 2,543 |
| 9.                                 | Бремен      | 2460  |
| 10.                                | Ессен       | 1,863 |

## За даними про заняття

### Мистецтво
Велика кількість іранських художників працює в Німеччині, деякі з них відомі у всьому світі. Деякі з цих художників залишили Іран з політичних причин, а деякі почали свою професійну діяльність у Німеччині.
У музиці Навід Ахаван, Сіма Біна, Ширін Давид, Рамін Джаваді та Шахін Наджафі є прикладами міжнародного успіху.

### Мода
Багато іранських жінок досягли міжнародного успіху як моделі в Німеччині. Шермін Шахрівар – одна з німецьких моделей, яка є володаркою конкурсу краси та виграла Міс Європа 2005. Ельнааз Норузі – ще одна ірансько-німецька супермодель, яка працювала в міжнародних проектах. З 1979 року Німеччина є привабливим місцем для іранських жінок-моделей.

### Розваги
Багато ірано-німецьких людей працюють у сфері розваг. Особливо іранські жінки, які не змогли працювати в Ірані через соціальні, політичні чи культурні причини. Німці іранського походження, такі як Енісса Амані, Ферейдун Фаррохзад, Меліка Форутан, Мелісса Халадж, Наргес Рашіді, є прикладами міжнародного успіху в індустрії розваг.

### Політика
Хоча ірансько-німецьких політиків небагато, вони можуть мати великий вплив на людей всередині Ірану. Серед них Сахра Вагенкнехт, Ясмін Фахімі та Омід Нуріпур.

### Спорт
Зважаючи на статус футболу в Ірані, ряд перських німців стали відомими футболістами, зокрема Сара Доорсон, Ашкан Деджага, Даніель Даварі, Олександр Нурі та Ферідун Занді.

### Наука/Академія
Міграція іранських дослідників до Німеччини була досліджена іранськими державними ЗМІ та названа "тривожною".
 

## Дивитись також
- Азіати в Німеччині[en]
- Ірано-німецькі відносини
- Іранська діаспора[en]

## Подальше читання
- НІМЕЧЧИНА х. Перська громада в Німеччині. 2012. с. 572—574.